# Vuelo 5719 de Northwest Airlink
El vuelo 5719 de Northwest Airlink fue un vuelo nacional estadounidense desde el Mineápolis al aeropuerto internacional de International Falls en International Falls, Minnesota, con una parada intermedia programada en Chisholm-Hibbing aeropuerto de Hibbing, Minnesota. El 1 de diciembre de 1993, el Jetstream 31, operado por Express Airlines II como Northwest Airlink, se estrelló con un grupo de árboles en un bosque durante la aproximación final a Hibbing, y se estrelló en dos crestas al este del aeropuerto, matando a los 16 pasajeros y los 2 pilotos a bordo.

## Vuelo
El vuelo 5719 despegó más de 40 minutos tarde desde Mineápolis-St. Pablo. Esto se debió a una llegada tardía y al reemplazo de las bombillas de aterrizaje en Mineápolis-St. Pablo. El avión se retrasó aún más cuando se consideró que tenía sobrepeso para la partida, lo que requirió la eliminación de un pasajero del avión. El avión se estrelló minutos antes de llegar al Aeropuerto Internacional de Falls en Estados Unidos

## Pasajeros y tripulación

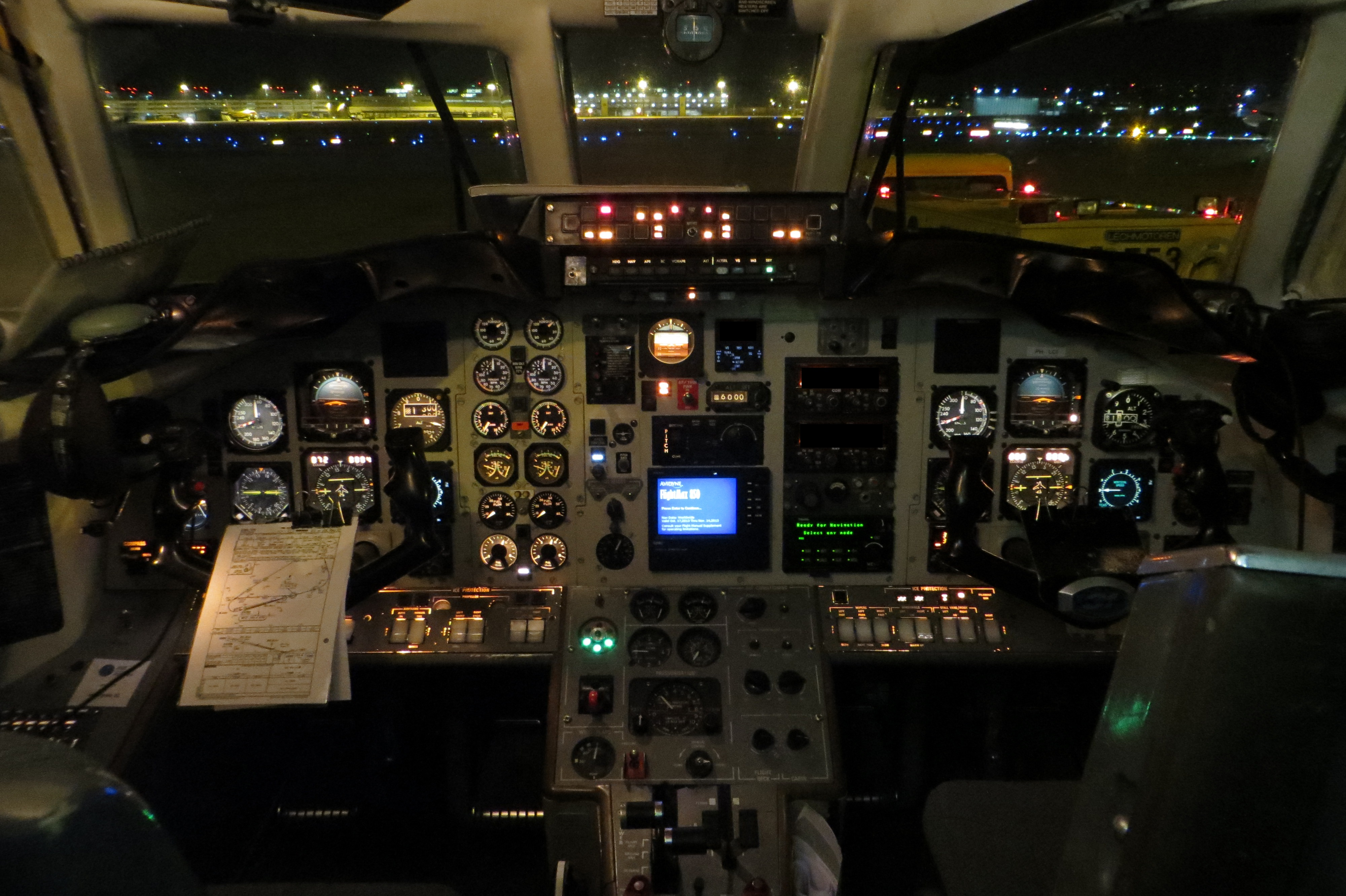
Cabina de un Jetstream 31

Había 16 pasajeros a bordo del Jetstream 31, un turbopropulsor bimotor fabricado por British Aerospace, para un vuelo desde el Aeropuerto Internacional de Mineápolis-Saint Paul, en el Condado de Hennepin, Minnesota, con una parada en el Aeropuerto Chisholm-Hibbing, en Hibbing Había dos pilotos operando el avión: el capitán era Marvin Falitz (42); el primer oficial fue Chad Erickson (25). En el momento de este vuelo, Erickson tenía 65 horas de experiencia volando este tipo de avión. El capitán Falitz estaba volando el avión en el momento del accidente. Había fallado las verificaciones de competencia anteriormente en 1988, 1992 y anteriormente en 1993, pero pasó la prueba más reciente en noviembre de 1993.

## Accidente
Hasta momentos antes del accidente, el vuelo 5719 transcurrió sin incidentes y no se declaró ninguna emergencia. El avión fue autorizado para aterrizar en la pista 31 en Hibbing, pero la tripulación de vuelo solicitó una aproximación a la pista 13, porque había un viento de cola en la aproximación a la pista 31, que también estaba cubierta de precipitaciones. La tripulación de vuelo inició el procedimiento de aproximación uniéndose al arco del equipo de medición de distancia Hibbing (DME) del sistema de navegación por radio de rango omnidireccional (VOR) Hibbing VHF e interceptando el localizador del sistema de aterrizaje por instrumentos a 8,000 pies (2,400 m) MSL. Eso retrasó el inicio del descenso del avión, lo que significaba que se requería una velocidad de descenso excesiva. La aeronave descendió a 2.000 pies (610 m)/min y estuvo a 1.200 pies (370 m) por encima de la altitud mínima cuando se encontraba por encima de la corrección de aproximación final de Kinney. El Jetstream 31 no estaba equipado con un sistema de advertencia de proximidad al terreno que ya se había hecho obligatorio solo para aviones más grandes.
El avión continuó su descenso a través de la altitud de descenso de 2.040 pies (620 m). Golpeó la copa de un árbol, continuó durante 634 pies (193 m) y golpeó varios álamos. Finalmente, el avión chocó con dos crestas y se detuvo invertido y acostado sobre su lado derecho.

## Investigación
Al principio, la formación de hielo se consideró como una posible causa del accidente. Esto fue luego descartado como factor por la NTSB. La causa del accidente fue la pérdida de conciencia de altitud; Esto condujo a una falla en mantener la altitud mínima de descenso para la aproximación, resultando en un impacto con árboles y una cresta antes de que el avión llegara a la pista. 
Se dijo que Falitz tenía fama de seguir los procedimientos de la compañía y ser meticuloso con las listas de verificación de vuelo, pero tres primeros oficiales lo acusaron de ser deliberadamente duro con los controles de vuelo. Un piloto en jefe describió a Falitz como competente pero propenso a los estallidos de ira y al comportamiento intimidante y provocativo con sus colegas. Falitz fue acusado de golpear una vez los auriculares de un copiloto con ira. Su intimidación previa de los primeros oficiales fue notada por los investigadores. 
La declaración final del informe de NTSB (NTSB/AAR-94/05) proporcionó la siguiente causa probable del accidente del vuelo 5719 de Northwest Airlink: «Las acciones del capitán llevaron a una falla en la coordinación de la tripulación y la pérdida de conciencia de altitud por el vuelo la tripulación durante un acercamiento no estabilizado en condiciones meteorológicas de instrumentos nocturnos. Los factores que contribuyeron al accidente fueron: la falla de la gerencia de la compañía para abordar adecuadamente las deficiencias previamente identificadas en la administración de la aeronave y los recursos de la tripulación del capitán; la falla de la compañía para identificar y corregir un práctica generalizada y no aprobada durante los procedimientos de aproximación por instrumentos, y la inadecuada vigilancia y supervisión de la compañía aérea por parte de la Administración Federal de Aviación».

## Dramatización
Este accidente fue presentado en la decimoséptima temporada de la serie Mayday: catástrofes aéreas, en el episodio titulado «Actitud criminal» en Hispanoamérica y «Actitud asesina» en España.